# Nemocnice Motol (métro de Prague)
Nemocnice Motol (en tchèque : Nemocnice Motol), est une station terminus de la ligne A du métro de Prague. Elle est située, au nord de la rue Kokulova à l'entrée nord du complexe de l'hôpital universitaire, sur le quartier de Motol, dans le 5e district de Prague en Tchéquie. Elle dessert notamment l'hôpital universitaire de Motol (cs).

## Situation sur le réseau

Plan du métro (2015).

Établie à fleur de sol, à 5,6 m de profondeur, Nemocnice Motol, est la station terminus ouest de la ligne A du métro de Prague. Elle est située avant la station Petřiny, en direction du terminus est Depo Hostivař.
Elle dispose des deux voies de la ligne encadrées par deux quais latéraux. Les voies se prolongent en voies de garage équipées d'un appareil de voie au-delà de la station.

## Histoire
La station Nemocnice Motol est mise en service le 6 avril 2015, lors de l'ouverture à l'exploitation du prolongement de 6 km depuis Dejvická. Elle a été réalisée d'après les plans de l'architecte Pavel Sýs et nommée d'après l'hôpital universitaire de Motol (cs) situé à proximité.

## Services aux voyageurs

### Accès et accueil

Installations
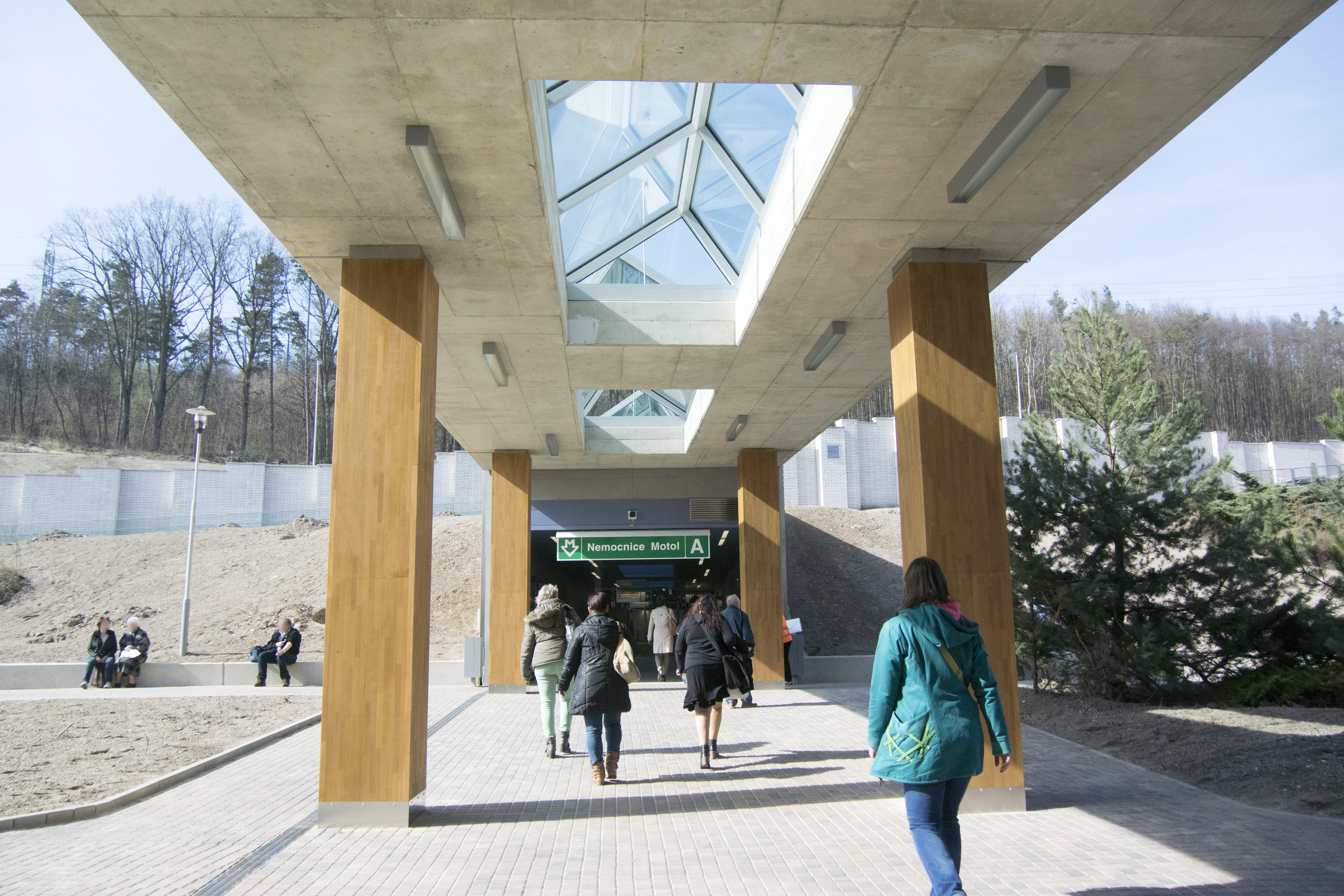
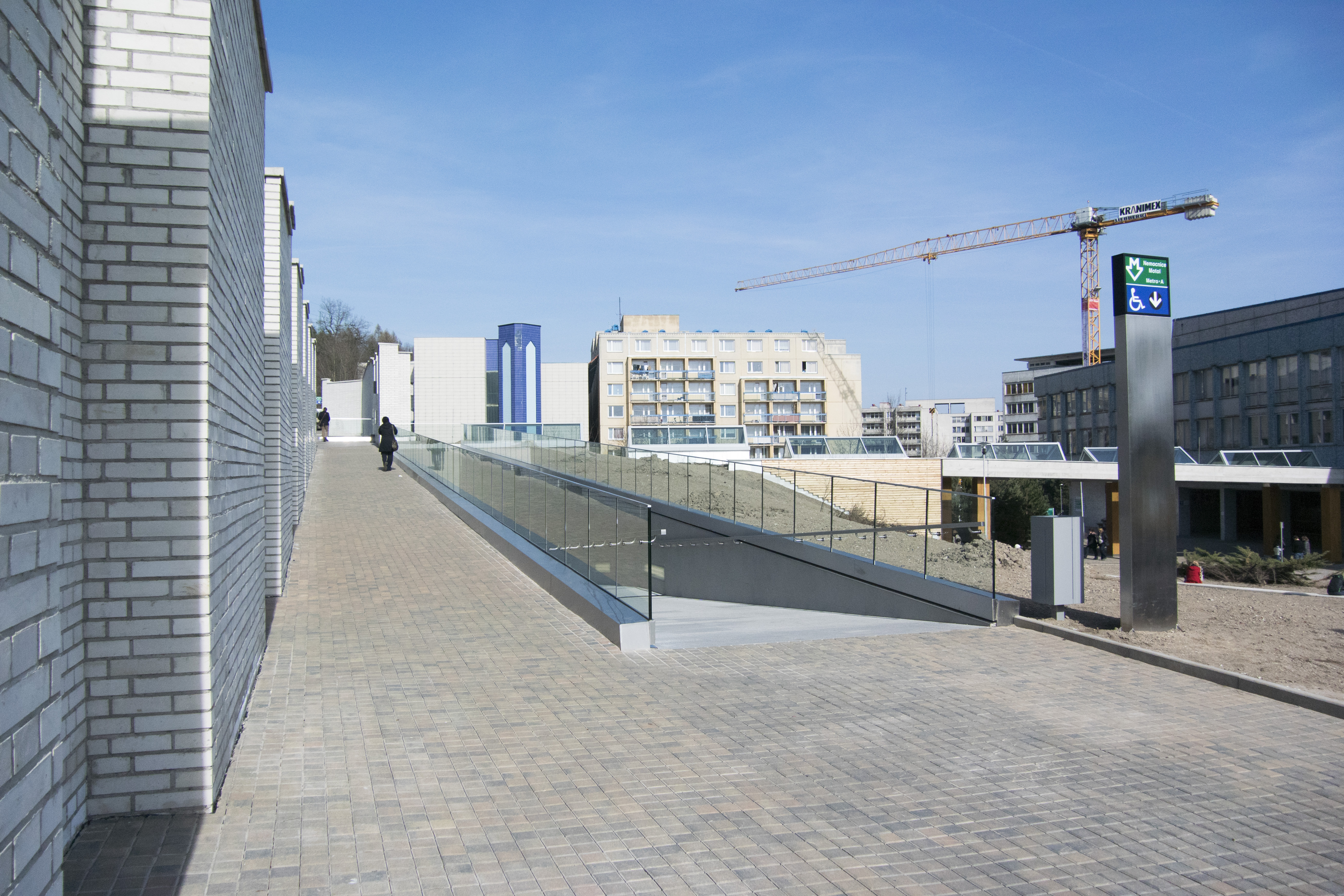
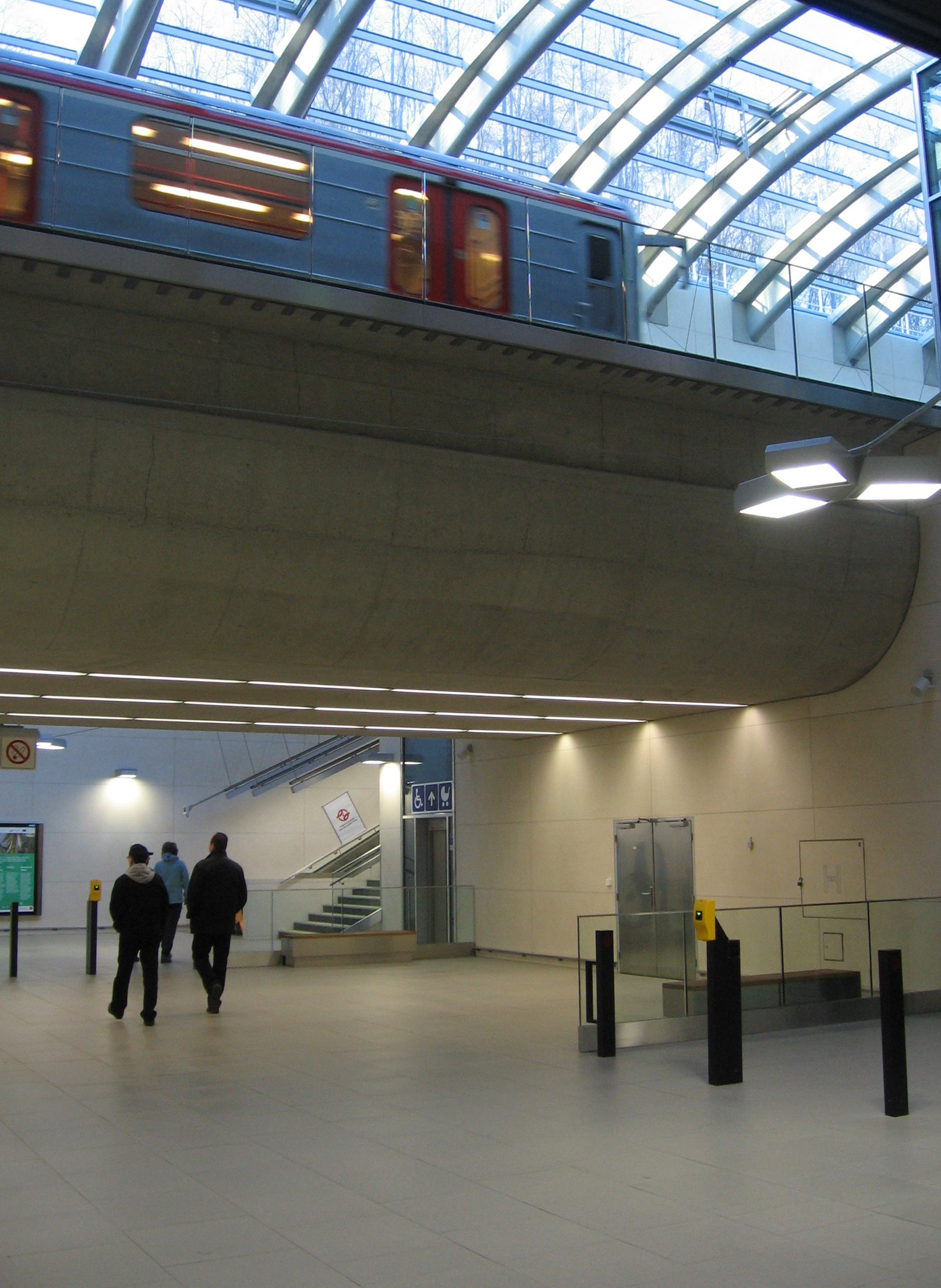

### Desserte
Nemocnice Motol est desservie par les rames qui circulent sur la ligne A du métro de Prague.

Installations et desserte
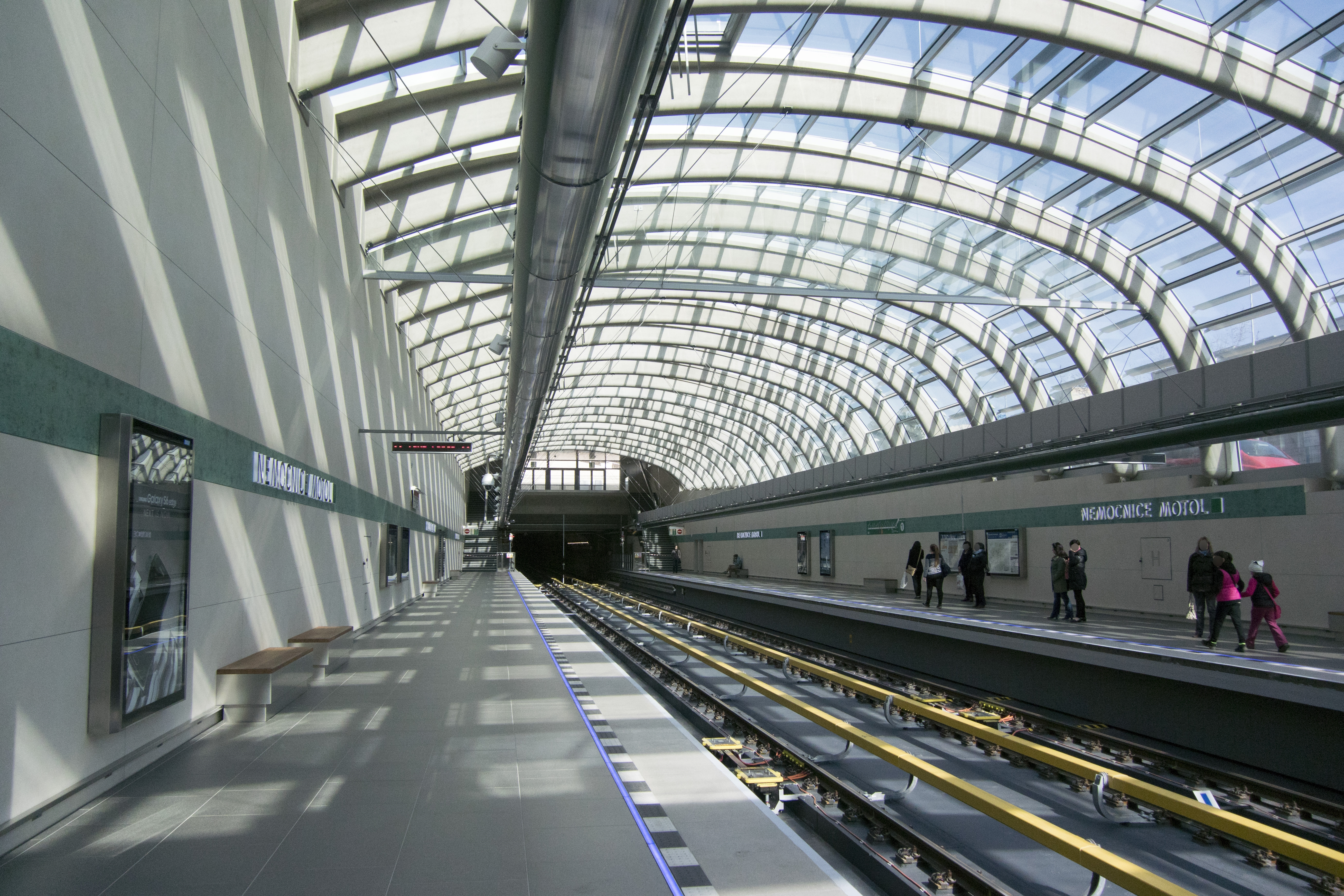
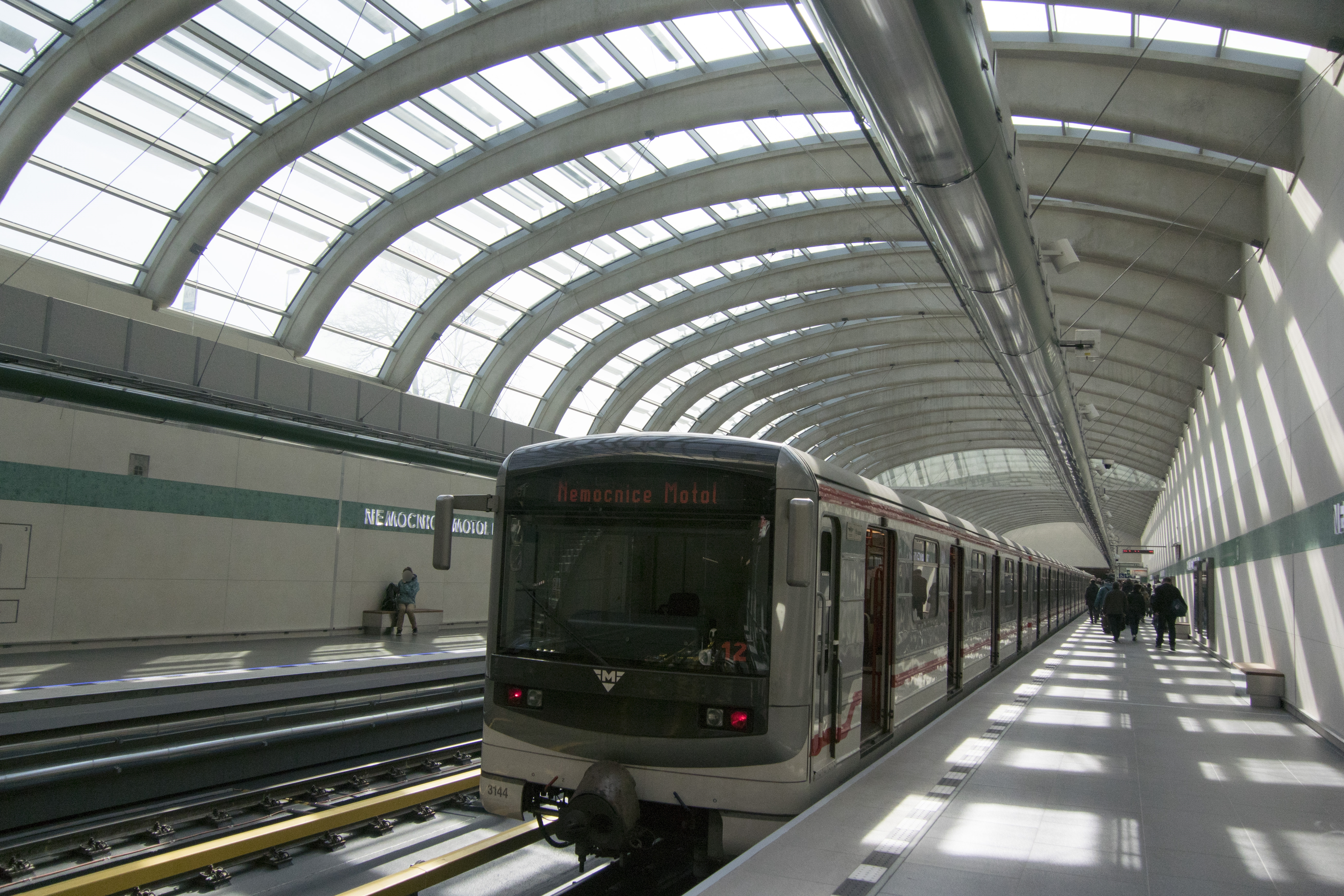
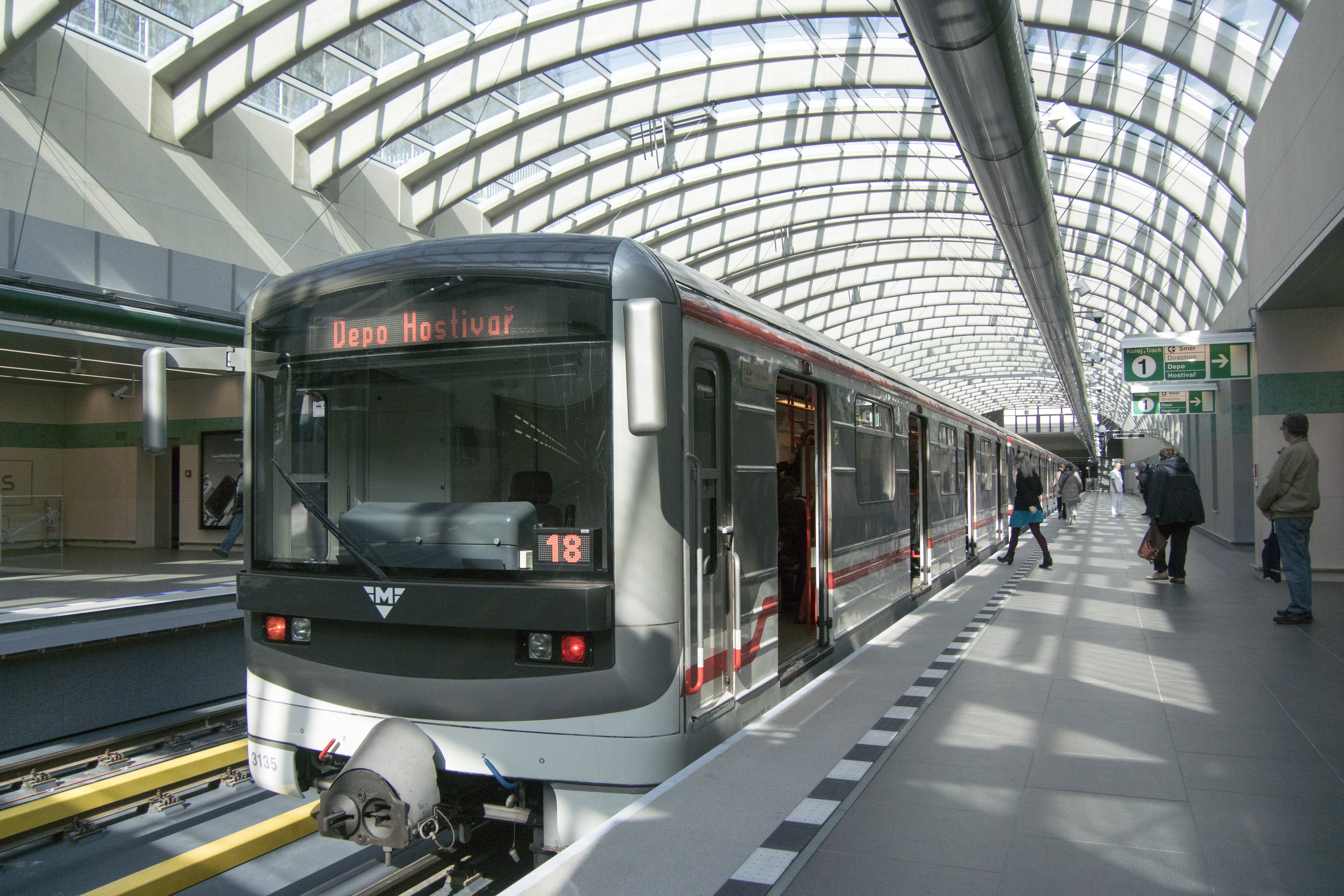

### Intermodalité
À proximité des arrêts de bus sont desservis par les lignes 167, 168, 174, 180, 184, 304, 347, 365, 380 et 902.